# Plagiothecium neckeroideum
Plagiothecium neckeroideum är en bladmossart som beskrevs av W. P. Schimper in B.S.G. 1851. Plagiothecium neckeroideum ingår i släktet sidenmossor, och familjen Plagiotheciaceae. Inga underarter finns listade i Catalogue of Life.